# موسی کونه (بازیکن فوتبال اهل سنگال)
موسی کونه (انگلیسی: Moussa Koné؛ زادهٔ ۳۰ دسامبر ۱۹۹۶) بازیکن فوتبال اهل سنگال است.
از باشگاه‌هایی که در آن بازی کرده است می‌توان به باشگاه فوتبال زوریخ اشاره کرد.
وی همچنین در تیم ملی فوتبال زیر ۲۰ سال سنگال بازی کرده است.